# Piz Zuort
Piz Zuort är en bergstopp i Schweiz.   Den ligger i regionen Engiadina Bassa/Val Müstair och kantonen Graubünden, i den östra delen av landet, 220 km öster om huvudstaden Bern. Toppen på Piz Zuort är 3 119 meter över havet, eller 235 meter över den omgivande terrängen. Bredden vid basen är 1,9 km.
Terrängen runt Piz Zuort är huvudsakligen bergig. Runt Piz Zuort är det glesbefolkat, med 10 invånare per kvadratkilometer.. Närmaste större samhälle är Scuol, 7,6 km norr om Piz Zuort. 
Trakten runt Piz Zuort består i huvudsak av gräsmarker.